# Queijo Terrincho

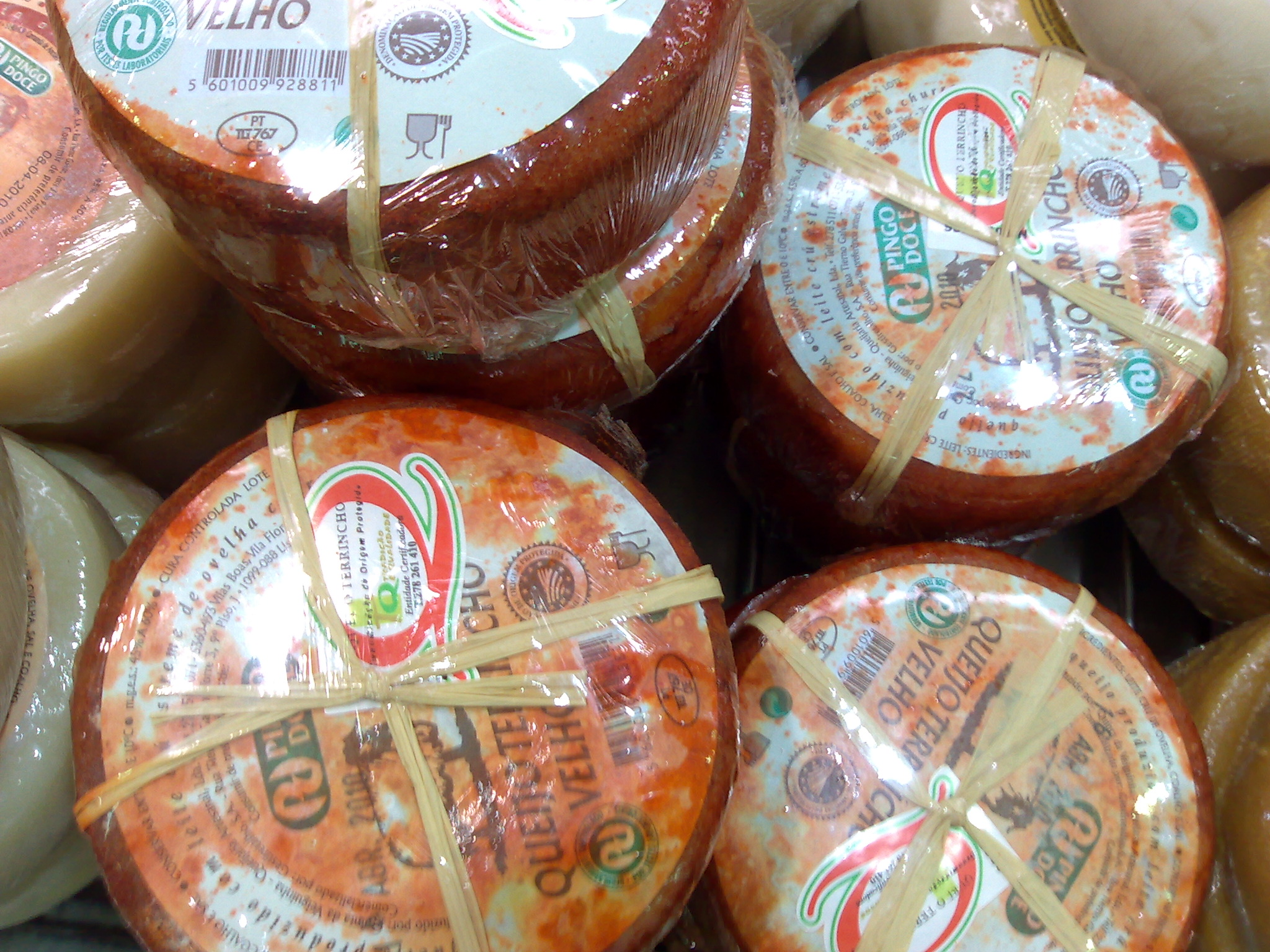
Queijo Terrincho.

El Queijo Terrincho es un queso portugués con denominación de origen protegida a nivel europeo.
Se trata de un queso de leche de oveja de la raza churra da terra quente o terrincha. La consistencia es semisuave. Resulta ligeramente oleoso. La pasta tiene un color blanco uniforme, con algunos agujeros. Se trata de un queso curado.